# Georg André Reichsgraf von und zu Kronegg

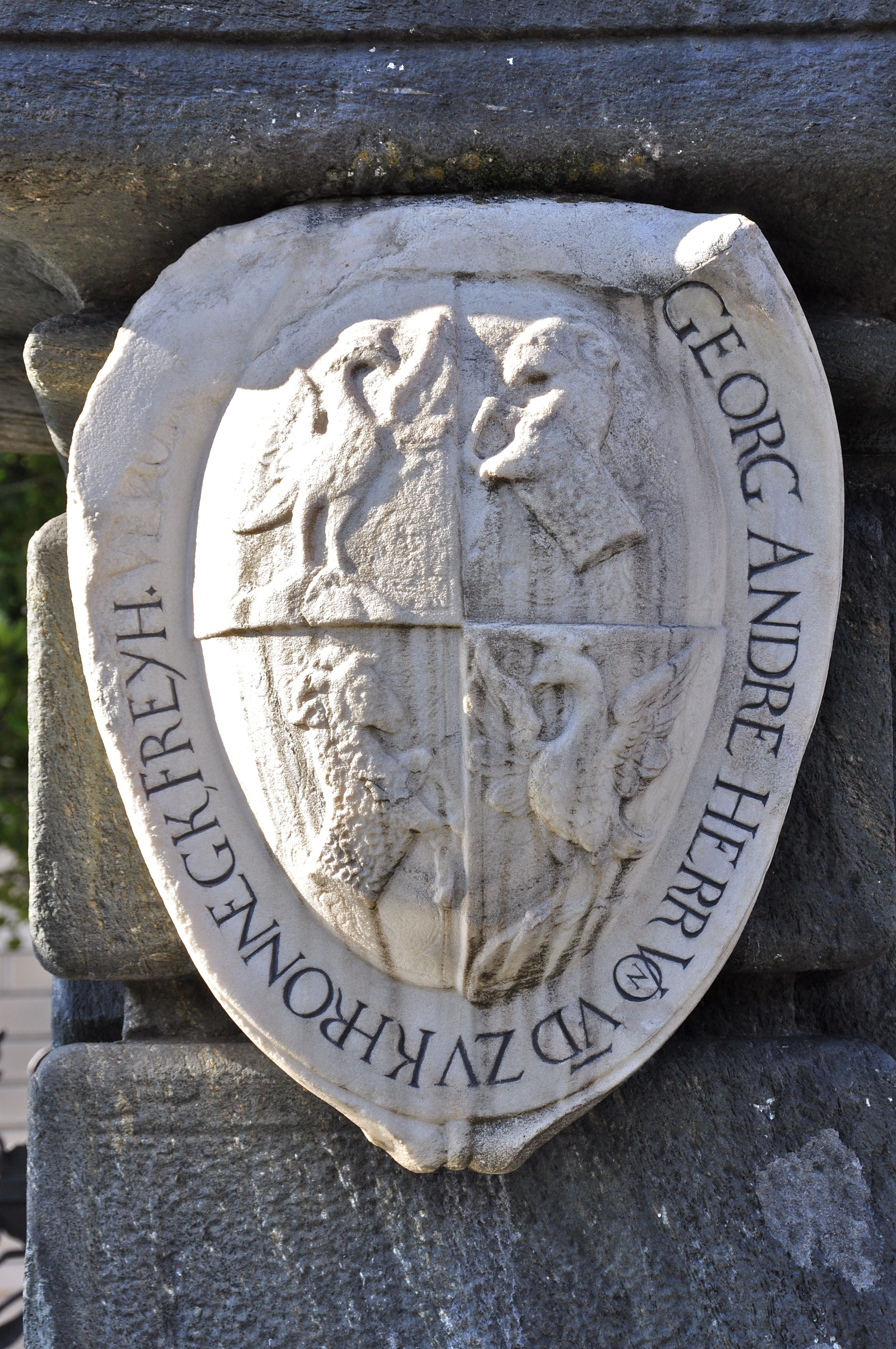
Steinernes Wappen für den Burggraf Baron Georg André Reichsgraf von und zu Kronegg an der Südseite des Lindwurmbrunnens auf dem Neuen Platz in der Statutarstadt Klagenfurt

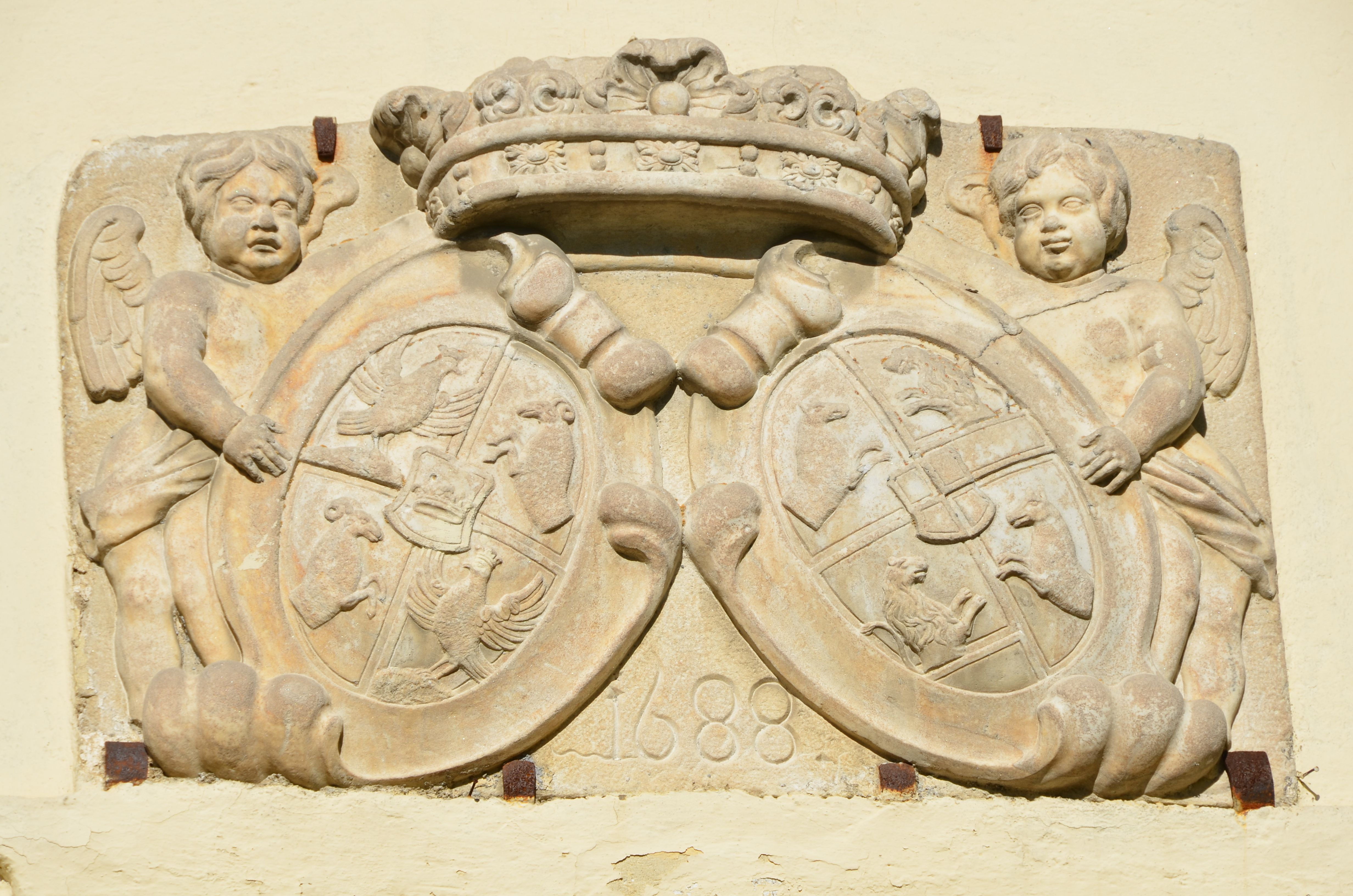
Doppelwappen der Kronegg-Zinzendorff über dem Portal von Schloss Moosburg

Georg André Reichsgraf von und zu Kronegg (* 1602; † 5. Oktober 1665 in Klagenfurt) war ein österreichischer Adliger, Herr von Moosburg und Landeshauptmann von Kärnten.

## Eckpunkte seines Lebens
Georg von Kronegg war ein „Karrieremensch“, in dessen privatem Mittelpunkt der systematische Gütererwerb stand. Sowohl Reichtum als auch Ansehen und gesellschaftlicher Aufstieg wurden ihm zuteil. 1631 war er vom rittermäßigen Adel in den Reichsfreiherrnstand und schließlich 1663 in den Reichsgrafenstand erhoben worden. Seine Vorfahren hatten Schloss Malta in Oberkärnten besessen, der Großvater die Lavanttaler Herrschaft Himmelau erworben. Georg André Graf von und zu Kronegg besaß bei seinem Ableben die Herrschaften Kronegg, Moosburg und Glanegg, Greifenburg und Rottenstein sowie Häuser in Klagenfurt. Dabei hatten ihm die Zeitverhältnisse ohne Zweifel in die Hände gespielt. Er verdankte seinen Besitz und seinen Aufstieg in die höchsten Ämter des Landes dem Reformationswerk des Landesfürsten. Durch die Auswanderung des protestantischen Adels waren dessen Güter oft günstig zu haben und Spitzenpositionen neu zu besetzen. Kronegg selbst hatte der Emigration die Rückkehr in die katholische Kirche vorgezogen und war dabei gut gefahren. So wurde er 1633 Verordneter, 1637 bekam er die Landesfinanzen übertragen, indem man ihn zum Generaleinnehmer bestellte. Spätestens 1640 war er zum Landesverweser aufgestiegen, und 1649 übergab der Landesfürst dem nun 47-Jährigen das Amt des Landeshauptmannes, das er bis zu seinem Tod am 5. Oktober 1665 bekleidete.
Vorübergehend bewohnte Kronegg das in der Klagenfurter Herrengasse gelegene Haus der Familie Ernau, die 1629 wegen des protestantischen Bekenntnisses das Land hatte verlassen müssen. 1640 lebte er mit seiner Familie in der Wiener Gasse. Seine Frau aus zweiter Ehe war Regina Elisabeth, eine geborene Freiin von Dietrichstein, die ihn um 20 Jahre überlebte und 1685 starb.
Die Tochter Regine Mechtildis ehelichte 1651 den Sohn von Kroneggs Amtsvorgänger, Georg Sigmund Freiherrn von Paradeiser, Wolf Reimund Graf von Paradeiser, der von seinem Vater das Haus Neuer Platz Nr. 14 geerbt hatte. Es befand sich bald im Besitz des Schwiegervaters. Von den Kronegg-Kindern war ein Sohn ein kränklicher und von Gicht geplagter Mann, der im Testament besonders berücksichtigt wurde. Er hatte neben einer Apanage von 600 Gulden jährlich freie Verpflegung zu bekommen. Außerdem hatten ihm zwei Pferde zur Verfügung zu stehen und drei Diener sich um sein Wohl zu kümmern. Der Landeshauptmann dürfte nicht nur ein tüchtiger, sondern auch ein vielseitig interessierter und gebildeter Mann gewesen sein. Er lebte mit Kunstgegenständen, und in seiner Bibliothek standen über 200 Bücher der verschiedensten Wissensgebiete.